# Inworth
Inworth is een dorp in het bestuurlijke gebied Colchester in het Engelse graafschap Essex. Het maakt deel van de civil parish Messing-cum-Inworth. Het dorp heeft een kerk, waarvan de oudste delen uit de elfde eeuw stammen.